# Jaime Nielsen
Jaime Nielsen (Hamilton, 9 de marzo de 1985) es una deportista neozelandesa que compite en ciclismo en las modalidades de pista, especialista en la prueba de persecución por equipos, y ruta.
Ganó tres medallas en el Campeonato Mundial de Ciclismo en Pista, entre los años 2009 y 2017.
Participó en dos Juegos Olímpicos de Verano en la prueba de persecución por equipos, ocupando el quinto lugar en Londres 2012 y el cuarto lugar en Río de Janeiro 2016.

## Medallero internacional
| Campeonato Mundial | Campeonato Mundial       | Campeonato Mundial | Campeonato Mundial      |
| Año                | Lugar                    | Medalla            | Competición             |
| ------------------ | ------------------------ | ------------------ | ----------------------- |
| 2009               | Pruszków (Polonia)       | Medalla de plata   | Persecución por equipos |
| 2011               | Apeldoorn (Países Bajos) | Medalla de bronce  | Persecución por equipos |
| 2017               | Hong Kong (China)        | Medalla de bronce  | Persecución por equipos |